# Тезич, Эрдоган
Эрдоган Тезич (тур. Erdoğan Teziç; 7 апреля 1936, Фатих, Стамбул — 23 апреля 2017, Стамбул) — турецкий юрист и учёный. Был президентом Совета высшего образования, ректором Галатасарайского университета и директором Галатасарайского лицея.

## Биография
Окончил Галатасарайский лицей. В 1959 году окончил юридический факультет Стамбульского университета. Получил последипломное образование по конституционному праву и политологии во Франции. Состоял в команде, готовившей Конституцию 1961 года.
Работал директором Галатасарайского лицея, заведующим кафедрой конституционного права юридического факультета Стамбульского университета, а также проректором и ректором Галатасарайского университета. 8 декабря 2003 года он был назначен президентом Совета высшего образования президентом Ахметом Недждетом Сезером.
В 2004 году был награжден Орденом «За заслуги» президентом Ахметом Недждетом Сезером.
Ушел в отставку с поста председателя Совета высшего образования 9 декабря 2007 года.
Умер 23 апреля 2017 года.

## Книги
Опубликовал следующие книги:
- «Избирательные системы» (1967)
- «Концепция права в Турции в соответствии с конституцией Турции 1961 года» (1972).
- «Кипрская проблема» (1975)
- «Политические партии» (1976)
- «Источники парламентского права Турции и соответствующие решения Конституционного суда» (1980)
- «Конституционный закон» (1998)